# Cratyna vetula
Cratyna vetula är en tvåvingeart som beskrevs av Hans-Georg Rudzinski 2000. Cratyna vetula ingår i släktet Cratyna och familjen sorgmyggor.
Artens utbredningsområde är Slovakien. Inga underarter finns listade i Catalogue of Life.